# Victor Grignard
François Auguste Victor Grignard (Cherbourg, 6. svibnja 1871. – Lyon, 13. prosinca 1935.) bio je francuski kemičar te dobitnik Nobelove nagrade za kemiju 1912. godine.

## Životopis
Grignard je bio sin graditelja brodova. Nakon studija matematike na Université de Lyon, prešao je na kemiju te 1910. godine postao profesor na Nancy-Université. Tijekom Prvog svjetskog rata, prešao je na novo područje kemijskog ratovanja, istraživajući proizvodnju fosgena te otkrivanje iperita. Na njemačkoj se strani tim poslom bavio Fritz Haber, dobitnik Nobelove nagrade za kemiju 1918. godine.
Grignard je najpoznatiji po otkriću nove metode za stvaranje veza ugljik-ugljik (C-C) koristeći magnezij za udvostučenje ketona i alkilnih halida. Ova je reakcija korisna u organskoj sintezi. Odvija se u dva koraka:
1. stvaranje Grignardova reagensa, organomagnezijske tvari nastale u reakciji organohalida, R-X (R = alkilna skupina ili arilna skupina; X = halid, najčešće bromidni ili jodidni ion), s magnezijem. Grignardov se reagens najčešće opisuje s općom kemijskom formulom R-Mg-X, iako je njegova struktura mnogo složenija
2. dodavanje karbonila iz kojega se keton ili aldehid dodaje otopini koja sadrži Grignardov reagens. Atom ugljika koji je vezan za magnezij veže se na atom ugljika iz karbonila, a atom kisika iz karbonila veže se na magnezij te tvori alkoholat. Proces je primjer dodavanja nukelofila karbonilu. Nakon dodavanja, reakcijska se mješavina tretira vodenastom kiselinom kako bi se dobio alkohol, a soli magnezija se naknadno odbaciju.

Grignardova reakcija ima veliku važnost u stvaranju organskih tvari iz prethodnih malih molekula. Za ovo je otkriće, 1910. godine, Grignardu bila dodijeljena Nobelova nagrada za kemiju koju je podijelio s francuskim kemičarem Paulom Sabatierom.